# 18365 Shimomoto
18365 Shimomoto este un asteroid din centura principală de asteroizi.

## Descriere
18365 Shimomoto este un asteroid din centura principală de asteroizi. A fost descoperit pe 17 noiembrie 1990 la Geisei de Tsutomu Seki. El prezintă o orbită caracterizată de o semiaxă mare de 3,01 ua, o excentricitate de 0,04 și o înclinație de 11,2° în raport cu ecliptica.